# کوندراتیفسکی
کوندراتیفسکی (به لاتین: Kondratyevsky) یک منطقهٔ مسکونی در روسیه است که در سرزمین آلتای واقع شده‌است.